# Toni Lang
Pour les articles homonymes, voir Lang.
Toni Lang, né le 22 avril 1982 à Hutthurm, est un fondeur et biathlète allemand.

## Carrière
Participant à des épreuves de la Coupe Continentale de ski de fond dès décembre 2000, Il prend son premier départ en Coupe du monde en décembre 2001 et obtient son seul podium lors d'un sprint par équipes à Düsseldorf en 2004. À partir de 2006, il se consacre au biathlon puis débute en Coupe du monde lors la saison 2007-2008, montant sur deux podiums en relais. Lang met à terme à sa carrière sportive à l'issue de la saison 2010-2011.

## Biographie
En juin 2012, il s'est marié avec la biathlète allemande Kathrin Hitzer.

## Palmarès

### Coupe du monde de ski de fond
- Meilleur classement général : 92e en 2004.
- Meilleur résultat individuel : 10e.
- 1 podium en relais.

### Coupe du monde de biathlon
- Meilleur classement général : 65e en 2010-2009.
- Classement général annuel : 65e en 2009, 85e en 2011.
- Meilleur résultat individuel : 13e.
- 2 podiums en relais.